# جشمة تي دالون (مارغون)
جشمة تي دالون (بالفارسية: چشمه تی دالون) هي قرية تقع في إيران في قسم مارغون الريفي.